# Lutz Weinzinger
Lutz Weinzinger (* 20. Jänner 1943 in Wien; † 17. August 2021) war ein österreichischer Politiker der Freiheitlichen Partei Österreichs (FPÖ).

## Leben
Weinzinger hatte eine Ausbildung zum Steuerberater. Ein Geschichtsstudium brach er nach dem plötzlichen Tod seines Vaters ab, um die Steuerberatungskanzlei in Schärding zu übernehmen.
Er war seit 12. Dezember 1964 verheiratet und hatte einen Sohn. Weinzinger wurde als Schüler Mitglied der Schülerverbindungen pennale Burschenschaft Silesia Waidhofen und Wiener pennale Burschenschaft Franko Cherusker. Als Student wurde er 1964 Mitglied der Wiener akademischen Burschenschaft Bruna Sudetia. Ebenfalls 1964 war er einer der Gründungsburschen der pennalen Burschenschaft Scardonia Schärding. Er publizierte in der vom Dokumentationsarchiv des österreichischen Widerstandes als rechtsextrem eingestuften Zeitschrift „Die Aula“.

### Politischer Werdegang
Weinzinger war Vorsitzender des Rings Freiheitlicher Studenten (RFS), FPÖ-Bezirksparteiobmann von Schärding, Landtagsabgeordneter, Klubobmann des Landtagsklubs und Landesfinanzreferent in Oberösterreich. Ab September 2005 war er geschäftsführender Obmann und von 17. Jänner 2006 bis Jänner 2009 Landesparteiobmann der FPÖ Oberösterreich. In dieser Zeit spielte er eine entscheidende Rolle bei der Rückführung der oberösterreichischen Freiheitlichen in die Bundes-FPÖ.
Weinzinger wurde danach Spitzenkandidat der FPÖ in Oberösterreich bei der Nationalratswahl 2006 und zog als Abgeordneter in den Nationalrat ein. Am 20. Oktober 2010 schied Weinzinger aus dem Nationalrat aus.

### Positionen
Weinzinger fiel unter anderem durch die Forderung auf, dass jede „blonde, blauäugige Frau, das heißt jede Frau die Deutsch als Muttersprache hat,“ mindestens drei Kinder gebären sollte, weil „uns sonst die Türkinnen einholen“ würden. Bei einem Vortrag während des oberösterreichischen Landesjugendtages der FPÖ 2009 meinte er, an die Mitglieder des Ringes Freiheitlicher Jugend (RFJ) gewandt, „ihr Jungen müsst […] unsere Heimat, als die Heimat der deutschstämmigen Menschen hier in Österreich, weiter erhalten“.
Im Zusammenhang mit der Veröffentlichung von Fotos, die den damaligen FPÖ-Parteiobmann Heinz-Christian Strache in Tarnkleidung bei einer Wehrsportübung zeigten, bezeichnete Weinzinger den Exponenten der heimischen Neonaziszene Gottfried Küssel als „Idioten“, weil er davon ausging, dieser habe die Herausgabe der Fotos lanciert. Als sich dies als unrichtig herausstellte, schickte er an diesen eine Ehrenerklärung, in der er seine Motive für die getätigte Äußerung darlegte. Auf die Frage der Tageszeitung Der Standard, ob Küssel mit Klage gedroht habe, antwortete Weinzinger:

„Nein gar nicht, ich habe ganz einfach eine Behauptung aufgestellt, die nicht gestimmt hat. Als Mann der Ehre, der keinen anderen Ehrenmann in seiner Ehre anpatzt, habe ich gewusst, was sich gehört.“